# Apterobiroina australis
Apterobiroina australis är en tvåvingeart som beskrevs av Papp 1979. Apterobiroina australis ingår i släktet Apterobiroina och familjen hoppflugor. Inga underarter finns listade i Catalogue of Life.